# Vltavský luh
Vltavský luh byla přírodní památka ev. č. 1152 poblíž obce Nová Pec v okrese Prachatice. Byla vyhlášena 1. července 1989 a zrušena 9. ledna 2017. Chráněné území se rozprostíralo v délce téměř 15 km okolo toku řeky Teplé Vltavy, jejího soutoku se Studenou Vltavou a takto vzniklé spojené Vltavy v úseku od Soumarského mostu až po začátek vzdutí vodní nádrže Lipno. Oblast spravuje Správa NP a CHKO Šumava.
Důvodem ochrany bylo uchování typické říční nivy se všemi jejími geomorfologickými i biologickými zákonitostmi, jako jsou agradační valy, meandrovitý tok, stará řečiště v různých stadiích zazemňování a rozsáhlá lužní rašeliniště včetně extenzivně sklízených luk s výskytem vzácných rostlinných i živočišných druhů.